# Ciała jamiste

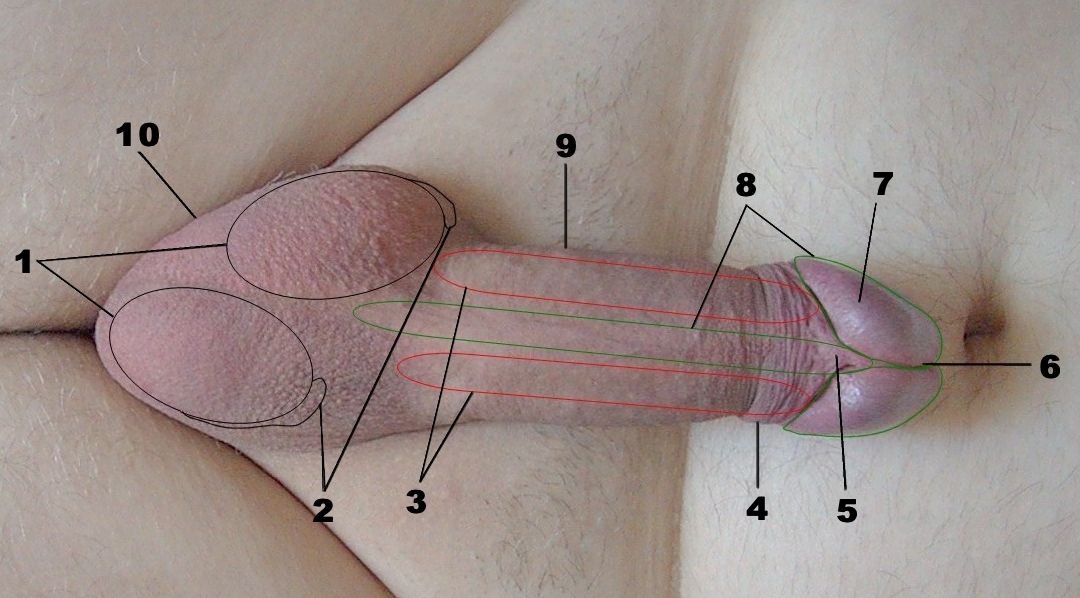
1. Jądra
2. Najądrze
3. Ciała jamiste
4. Napletek
5. Wędzidełko prącia
6. Ujście zewnętrzne cewki moczowej
7. Żołądź prącia
8. Ciało gąbczaste
9. Prącie
10. Moszna

Ciała jamiste (łac. corpora cavernosa) – skomplikowany układ zatok, budujących część penisa, do których może napływać krew tętnicza.
W fazie pobudzenia płciowego impulsy nerwowe pobudzają rozszerzenie naczyń tętniczych w prąciu. Następuje to poprzez wydzielenie przekaźnika, którym jest tlenek azotu i który pobudza odpowiednie receptory powodując rozszerzanie się naczyń. Zatoki w ciałach jamistych wypełniają się krwią. Powoduje to ucisk naczyń żylnych odprowadzających krew z prącia, utrudniając tym samym odpływ krwi z ciał jamistych. Większa ilość krwi dostaje się do prącia niż zostaje odprowadzona, powoduje to jego stwardnienie. Prącie zbudowane jest z 3 ciał jamistych: z dwóch ciał jamistych prącia i jednego, nieparzystego ciała jamistego cewki moczowej (nazywanego ciałem gąbczastym).
Ciała jamiste występują także w łechtaczce.